# Хартман фон Андлау
Хартман (Хартунг I) фон Андлау (на немски: Hartmann (Hartung I) von Andlau; * ок. 1450; † между 1517 и 8 март 1524) е благородник от род „Андлау“ от Долен Елзас/Гранд Ест, кмет и политик на Базел.
Той е син на Петерман VI фон Андлау († 1470), господар на Хомбург и Бутенхайм, и съпругата му
Енгелина (Агнес) фон Ротберг († сл. 1486, дъщеря на Арнолд фон Ротберг († 1451) и Клара Рот († 1451). Внук е на Валтер II фон Андлау († 1433), годсподар на Бутенхайм, и Маргарета фом Хуз фон Витенхайм († 1424), дъщеря на Хартунг фом Хуз фон Витенхайм († сл. 1404) и Гизела фон Блуменек († сл. 1404). Брат е на Енгелина дон Андлау († сл. 18 април 1481), омъжена 1467 г. за Ханс Хайнрих фон Райнах († ок. 1472).
Хартман (Хартунг I) фон Андлау става рицар през 1476 г. след битката при Муртен. През 1488 – 1495 и 1497 – 1499 г. той е кмет на Базел. През 1499 г. след мира от Базел той напуска службата си кмет. След това той остава като единствен благороднк в „Малкия съвет“ на Базел, но няма повече решаващо влияние в градската политика.

## Фамилия
Хартман (Хартунг I) фон Андлау се жени за Урсула Райх фон Райхенщайн († сл. 1497), дъщеря на Петер Райх фон Райхенщайн († 1476) и Гредана фон Ротберг († сл. 1494). Те имат две деца:
- Йохан Хайнрих фон Андлау († 9 юли 1515), женен за Маргарета Рот фон Розенберг († пр. 1530); имат дъщеря:
  - Мария Луция фон Андлау (* 9 януари 1514; † 28 април 1547, в Амберг. погребана в „Св. Магдалена“, Зикинген), омъжена 1536 г. за Франц Конрад фон Зикинген (1511 – 1574/1575), маршал на Курфюрство Пфалц, императорски дворцов и военен съветник, син на Франц фон Зикинген (1481 – 1523)
- Рикардис фон Андлау († сл. 1510), омъжена за Николаус Цорн фон Булах († ок. 1509/1510)